# Tr (유닉스)
tr은 유닉스, 플랜 9, 인페르노, 유닉스 계열 운영 체제의 명령어이다. translate 또는 transliterate의 준말이며 입력 데이터 집합의 특정 문자를 치환하거나 제거하는 목적으로 사용된다.

## 같이 보기
- sed
- 유닉스 명령어 목록
- GNU 코어 유틸리티